# Dodonaea stenozyga
Dodonaea stenozyga är en kinesträdsväxtart som beskrevs av Ferdinand von Mueller. Dodonaea stenozyga ingår i släktet Dodonaea och familjen kinesträdsväxter. Inga underarter finns listade i Catalogue of Life.